# Noble Energy
Noble Energy est une entreprise américaine basée à Houston dans le Texas faisant partie du classement Fortune 1000. Son secteur est le pétrole et le gaz.
L'entreprise compte Bill Clinton parmi ses lobbyistes à Washington.

## Histoire
En mai 2015, Noble Energy lance une offre d'acquisition sur Rosetta Resources, présents dans le gaz de schiste aux États-Unis, pour 2 milliards de dollars.
En janvier 2017, Noble Energy annonce l'acquisition de Clayton Williams Energy pour 2,7 milliards de dollars.
En juillet 2020, Chevron annonce l'acquisition de Noble Energy pour 5 milliards de dollars notamment en actions.

## Référence
1. ↑  Répertoire mondial des LEI (base de données en ligne), consulté le 17 septembre 2024.
2. ↑  (en) Vast gas fields found off Israel's shores cause trouble at home and abroad, The National, Hugh Naylor, 24 janvier 2011
3. ↑  Noble Energy to buy Rosetta Resources for about $2 bln, Shubhankar Charkravorty, Reuters, 11 mai 2015
4. ↑  Noble Energy to buy Clayton Williams Energy for $2.7 billion, Ahmed Farhatha, Reuters, 16 janvier 2017
5. ↑  Jennifer Hiller, « Chevron to buy Noble for $5 billion in stock, biggest oil deal since price crash », sur Reuters, 20 juillet 2020